# Дара (крепость в Месопотамии)
Дара (греч. Δάρας) — важная византийская крепость на севере Месопотамии на границе с империей Сасанидов. Крепость играла большую роль в ирано-византийских войнах в VI в., под её стенами в 530 г. произошло знаменитое сражение при Даре. В настоящее время руины крепости расположены на юго-востоке Турции, на территории деревни Oğuz.

## История

### Основание
Ирано-византийская война 502-506 гг. была неудачной для византийских войск. Захария Митиленский указывает, что среди причин неудач византийские полководцы называли отсутствие в окрестностях сильных укреплённых пунктов, в то время как противник располагал мощной крепостью Нисибис (принадлежавшей римлянам до её уступки в 363 г.).
Поэтому, в 505 г., пока персидский царь Кавад I был занят на востоке, император Анастасий I решил перестроить деревню Дара, расположенную в 18 км. на запад от Нисибиса и в 5 км. от границы с Персией, с тем чтобы превратить её в мощную крепость, в которой можно было бы дать отдых армии и складировать вооружение. Со всей Месопотамии были собраны каменщики и строители, работавшие в большой спешке. Новый город был построен на трёх холмах, на самом высоком из которых стояла цитадель со складами, банями и цистернами для воды. Крепость была названа Анастасиополем (греч. Ἀναστασιούπολις).

### Перестройка при Юстиниане
Прокопий Кесарийский пишет,
что из-за спешки при строительстве и суровых погодных условий крепость быстро обветшала, а некоторые участки стены обрушились. Император Юстиниан I был вынужден начать дорогостоящую перестройку крепости. Стены были выстроены заново, внутренняя стена была увеличена на один ярус, в результате чего высота её достигла 20 метров. Башни также были укреплены и стали трёхъярусными, свыше 30 метров в высоту, а вокруг был выкопан ров, заполненный водой.
После завершения работ крепость была переименована в Новую Юстинианию.
Чтобы обеспечить гарнизон водой был прокопан канал, направивший протекавшую неподалёку реку Кордес через город. Оборонявшиеся также могли перекрыть русло реки у выхода её из города, и направить его в естественную подземную протоку, случайно обнаруженную во время наводнения. Выход протоки на поверхность находился в 60 км. от города, что давало возможность лишить воды осаждающую армию и не раз спасало город.
Для защиты от наводнений (одно из которых в своё время нанесло большой ущерб укреплениям) была построена дамба.
При Юстиниане также были построены казармы и две церкви.

## Роль в ирано-византийских войнах и упадок
Крепость изначально была построена Византией как опорный пункт на границе с Персией, и потому регулярно становилась свидетелем ожесточённых боёв. 
В 530 г. византийская армия под командованием Велизария разбила персов в крупном сражении при Даре.
В 542 г. здесь был разбит и взят в плен персидский полководец Михр, действовавший в рамках кампании Хосрова I в Месопотамии.
Тридцать лет спустя, в 573-574 гг. город был захвачен персами в результате шестимесячной осады, которой предшествовал ряд неудач, постигших греков после попытки поддержать восстание Армении против Сасанидов.
В 590 г. Хосров II вернул Дару Византии вместе с рядом других городов, обещанных в качестве награды за поддержку во внутренней междоусобице. Впрочем, уже в 604 г. он снова занял её после девятимесячной осады. Император Ираклий I вернул крепость под свой контроль, но уже в 639 г. она была окончательно завоёвана арабами. Вскоре после этого Дара потеряла своё военное значение, пришла в упадок и была, в конечном счёте, заброшена.